# 교차 궁륭

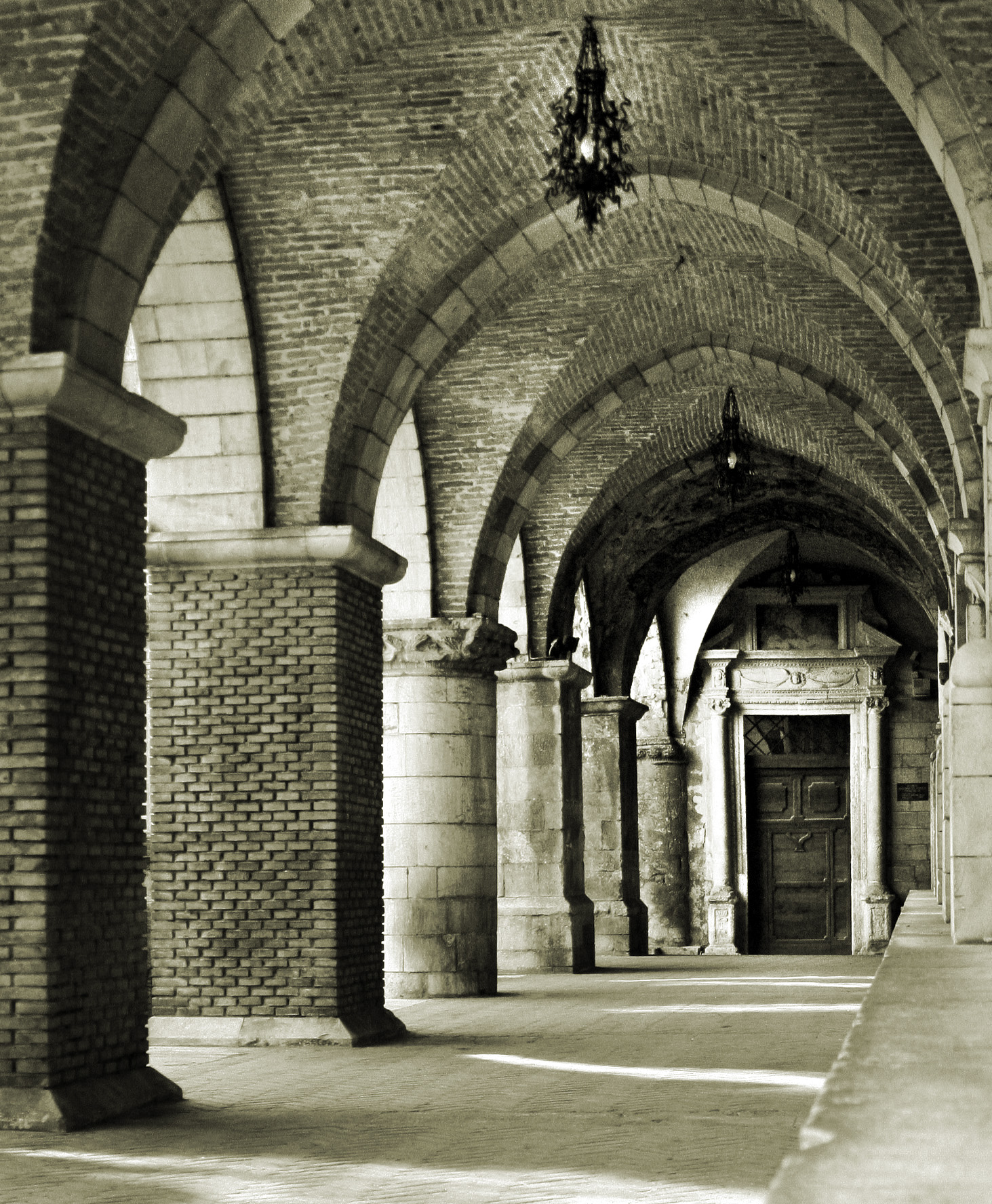

교차 궁륭(交叉穹窿, cross vault 크로스 볼트[*]; groin vault 그로잉 볼트[*])은 두 개의 원통형 궁륭이 직각으로 만나 만들어지는 궁륭이다.

## 같이 보기
- 스타인메츠 다면체